# Temisto
|  | No s'ha de confondre amb Temisto (mitologia). |

Temisto (en grec antic Θεμιστώ) va ser una de les cinquanta Nereides, filla de Nereu, un déu marí fill de Pontos, i de Doris, una nimfa filla d'Oceà i de Tetis. Tenia un únic germà, Nèrites.
En parla Hesíode quan dona la seva llista de nereides. Era la nereida que defensava el dret consuetudinari al mar.
Va donar nom a Temisto, un dels satèl·lits irregulars de Júpiter.